# NGC 3312
NGC 3312 је спирална галаксија у сазвежђу Хидра која се налази на NGC листи објеката дубоког неба.
Деклинација објекта је - 27° 33' 56" а ректасцензија 10h 37m 2,3s. Привидна величина (магнитуда) објекта NGC 3312 износи 11,9 а фотографска магнитуда 12,7. Налази се на удаљености од 48,6000 милиона парсека од Сунца. NGC 3312 је још познат и под ознакама IC 629, ESO 501-43, MCG -4-25-39, AM 1034-271, IRAS 10346-2718, PGC 31513.